# من يحرقن الليل (فلم قصير)
من يحرقن الليل فيلم روائي قصير سعودي أنتج عام 2020، وهو من تأليف وإخراج المخرجة السعودية سارة مسفر.
شارك الفيلم في عدة مهرجانات سينمائية دولية، حيث شارك في مسابقة سينما الغد للأفلام القصيرة خلال فعاليات الدورة الثانية والأربعين من مهرجان القاهرة السينمائي الدولي، كما شارك في فعاليات أيام قرطاج السينمائية، وشارك أيضًا في مهرجان بالم سبرينجز الدولي للأفلام القصيرة.

## العرض
عُرض فيلم من يحرقن الليل عالميا للمرة الأولى في العالم العربي بمسابقة سينما الغد للأفلام القصيرة خلال فعاليات الدورة الثانية والأربعين من مهرجان القاهرة السينمائي الدولي،

## الإنتاج
فيلم من يحرقن الليل هو من إنتاج وجواهر العامري بالتعاون مع رغد باجيع وخالد معيط.

## طاقم العمل

### الممثلون
- جنى قمري
- هيا مرعبي

### المؤلف
- سارة مسفر

### المخرج
- سارة مسفر

### المنتجون
- جواهر العامري
- رغد باجيع (منتج مشارك)
- خالد معيط (منتج مشارك)

### الديكور
- إيثار باعمر

## قصة الفيلم
تدور أحداث فيلم من يحرقن الليل حول أختين مُراهقتين تدعيا سلسبيل ووسن، وتعانين من التضييق العائلي عليهما حيث تعيشان في مجتمع محافظ، فتقررا ذات ليلة التمرد على قيود العائلة.

## الجوائز والترشيحات
شارك فيلم من يحرقن الليل في العديد من المهرجانات السينمائية الدولية، وحصد منها الكثير من الجوائز، ففي عام 2020، حصد الفيلم جائزة أفضل فيلم قصير من مهرجان بالم سبرينجز الدولي للأفلام القصيرة، ثم فاز الفيلم بجائزة السينما الواعدة من مهرجان أيام قرطاج السينمائية، كما حظي الفيلم في نفس العام بتنويه خاص من لجنة تحكيم مهرجان القاهرة السينمائي الدولي خلال مسابقة سينما الغد للأفلام القصيرة.